# ووگار
ووگار (به لاتین: Vogar) یک شهرک در ایسلند است که در منطقه سودورنس واقع شده‌است. ووگار ۱٬۱۶۱ نفر جمعیت دارد.

## نگارخانه

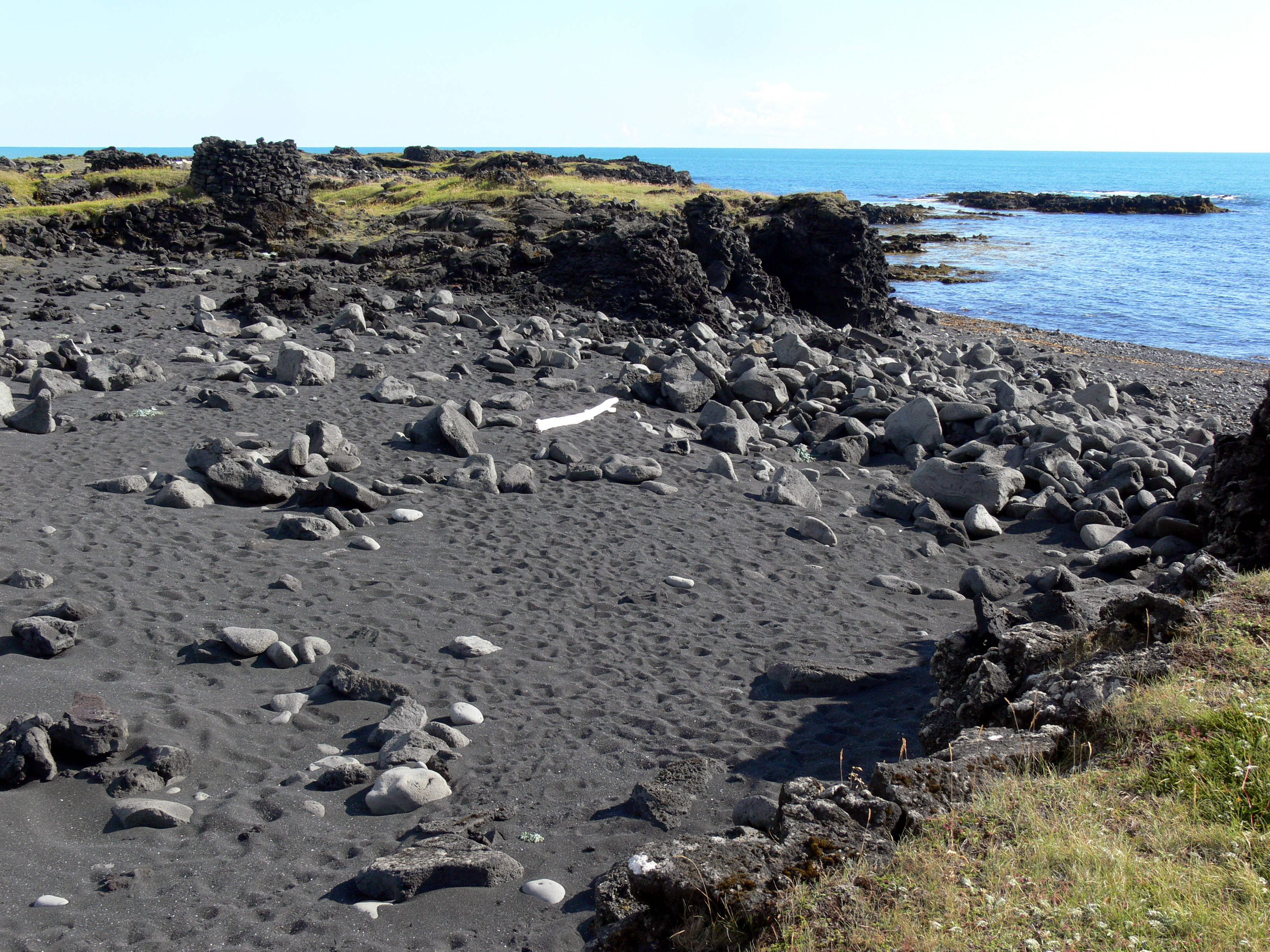
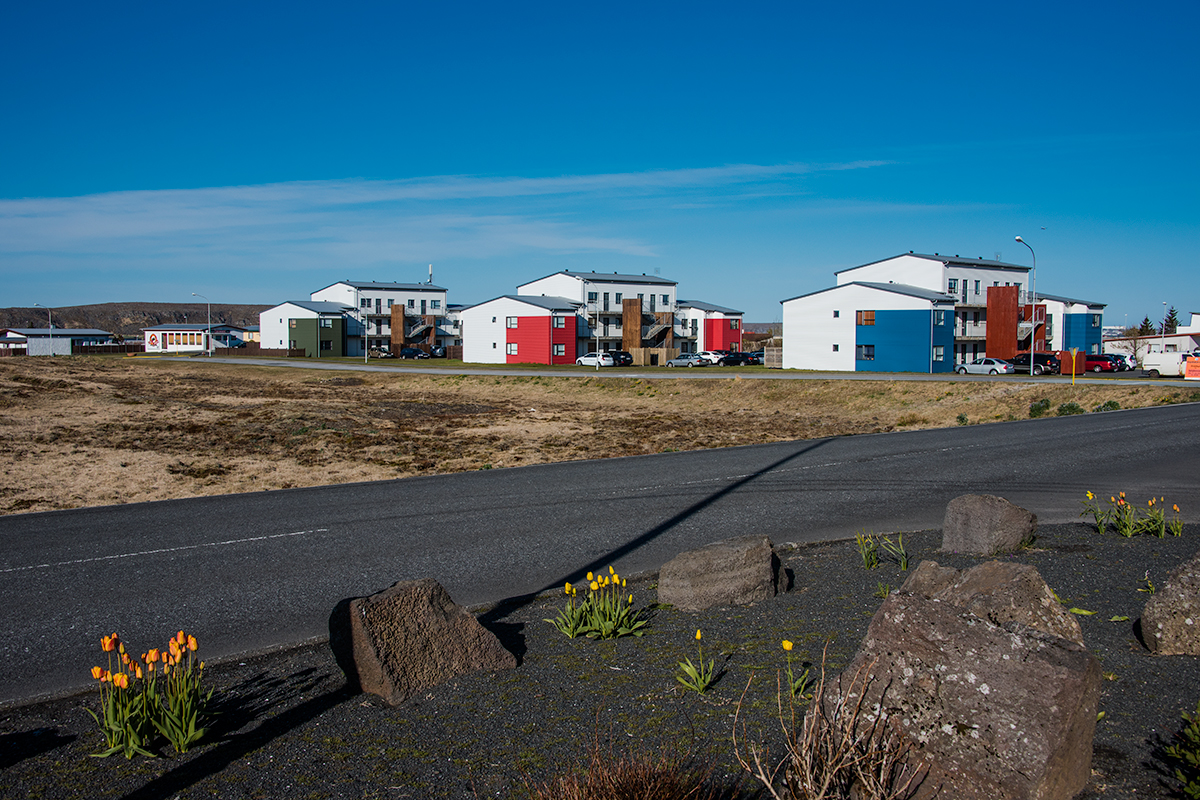